# Фортескью, Хью, 4-й граф Фортескью

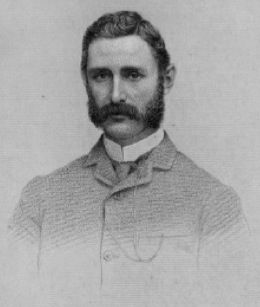
Хью Фортескью, 4-й граф Фортескью (1854—1932). Гравюра Джозефа Брауна с фотографии Джона Мэйолла

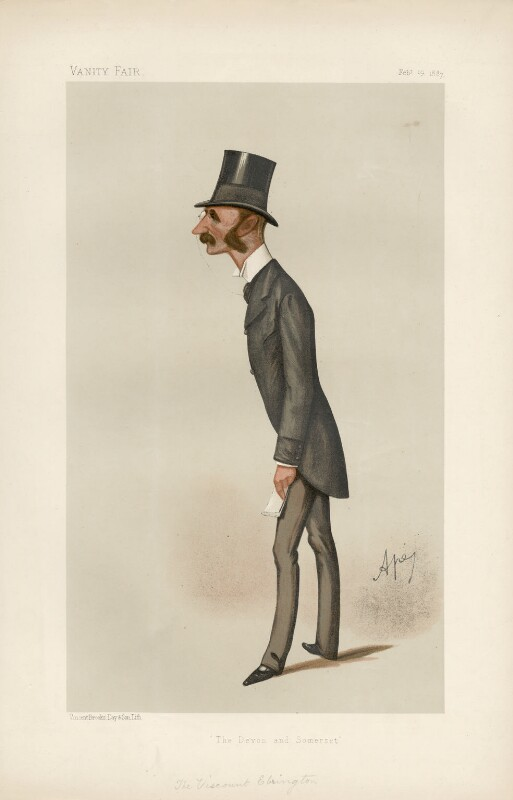
«Девон и Сомерсет», карикатура на виконта Эбрингтона работы Ape, Ярмарка тщеславия, 19 февраля 1887 г.

Хью Фортескью, 4-й граф Фортескью (англ. Hugh Fortescue, 4th Earl Fortescue; 16 апреля 1854 — 29 октября 1932) — английский дворянин и либеральный политик. Он носил титул учтивости — виконт Эбрингтон с 1861 по 1905 год.

## Происхождение и образование
Родился 16 апреля 1854 года. Сын Хью Фортескью, 3-го графа Фортескью (1818—1905), и его жены, леди Джорджианы Августы Шарлотты Кэролайн Доусон-Дамер (? — 8 декабря 1866), дочери политика Джорджа Лайонела Доусон-Дамера и сестры Лайонела Доусона-Дамера, 4-го графа Портарлингтона. Он был известен под своим титулом виконта Эбрингтона до смерти своего отца в 1905 году, когда он унаследовал графский титул.
Он получил образование в школе Харроу и Тринити-колледже в Кембридже. В Кембридже он был казначеем университетского Питт-клуба.

## Карьера
Капитан гусарской йоменской кавалерии Северного Девона и полковник йоменской кавалерии Северного Девона. Он был судьей-президентом Девона и Саут-Молтона, города Филли, расположенного недалеко от семейной резиденции Касл-Хилл. Он служил заместителем лейтенанта Девона и был лордом-лейтенантом Девона с 1903 по 1928 год. Он также был председателем Совета графства Девон. Он был провинциальным Великим Магистром масонов в Девоне. Он был хозяином девонских и сомерсетских гончих.
Личный секретарь лорда-президента Совета графа Спенсера. Он был адъютантом короля Эдуарда VII с 1903 по 1910 год и был награжден Орденом Бани в 1911 году. Он был адъютантом короля Георга V с 1910 по 1921 год. Он занимал пост президента и председателя Консультативного совета территориальных сил.
Будучи членом либеральной партии, Хью Фортескью заседал в Палате общин Великобритании от Тивертона (1881—1885) и Тавистока (1885—1892).
10 октября 1905 года после смерти своего отца Хью Фортескью унаследовал титулы 4-го графа Фортескью, 4-го виконта Эбрингтона и 6-го барона Фортескью из Касл-Хилла.

## Брак и дети
15 июля 1886 года Хью Фортескью женился на своей кузине, достопочтенной Эмили Ормсби-Гор (ок. 1860 — 12 июля 1929), дочери Уильяма Ормсби-Гора, 2-го барона Харлека (1819—1904), и леди Эмили Шарлотты Сеймур (? — 1892). У супругов было трое сыновей:
- Хью Уильям Фортескью, 5-й граф Фортескью (14 июня 1888 — 14 июня 1958), старший сын и преемник отца.
- Достопочтенный Джеффри Фейтфул Фортескью (24 января 1891 — 16 октября 1900), умер молодым.
- Дензил Джордж Фортескью, 6-й граф Фортескью (13 июня 1893 — 1 июня 1977).

Лорд Фортескью скончался 29 октября 1932 года в возрасте 78 лет. Ему наследовал его старший сын, Хью Фортескью, 5-й граф Фортескью.